# Dādāsh Kandī
Dādāsh Kandī (persiska: داداش كندی) är en ort i Iran.   Den ligger i provinsen Kurdistan, i den nordvästra delen av landet, 300 km väster om huvudstaden Teheran. Dādāsh Kandī ligger 1 675 meter över havet och antalet invånare är 253.
Terrängen runt Dādāsh Kandī är varierad. Runt Dādāsh Kandī är det ganska glesbefolkat, med 23 invånare per kvadratkilometer. Närmaste större samhälle är Chālāb, 10,9 km nordost om Dādāsh Kandī. Trakten runt Dādāsh Kandī består i huvudsak av gräsmarker.